# 바나나호박
바나나호박(영어: banana squash)은 호박속의 호박이다. 겨울 호박의 일종인 땅콩호박으로부터 개발되었다. 이 호박의 이름은 바나나와 유사한 길쭉한 모양과 노란색 때문에 지어졌다.
땅콩처럼, 감자와 같은 질감에 가운데에 씨앗이 있다. 씨앗이 있기 때문에 열매채소로 분류된다. 이 호박의 속살은 달콤하면서 짭짤한 맛을 낸다.

## 갤러리

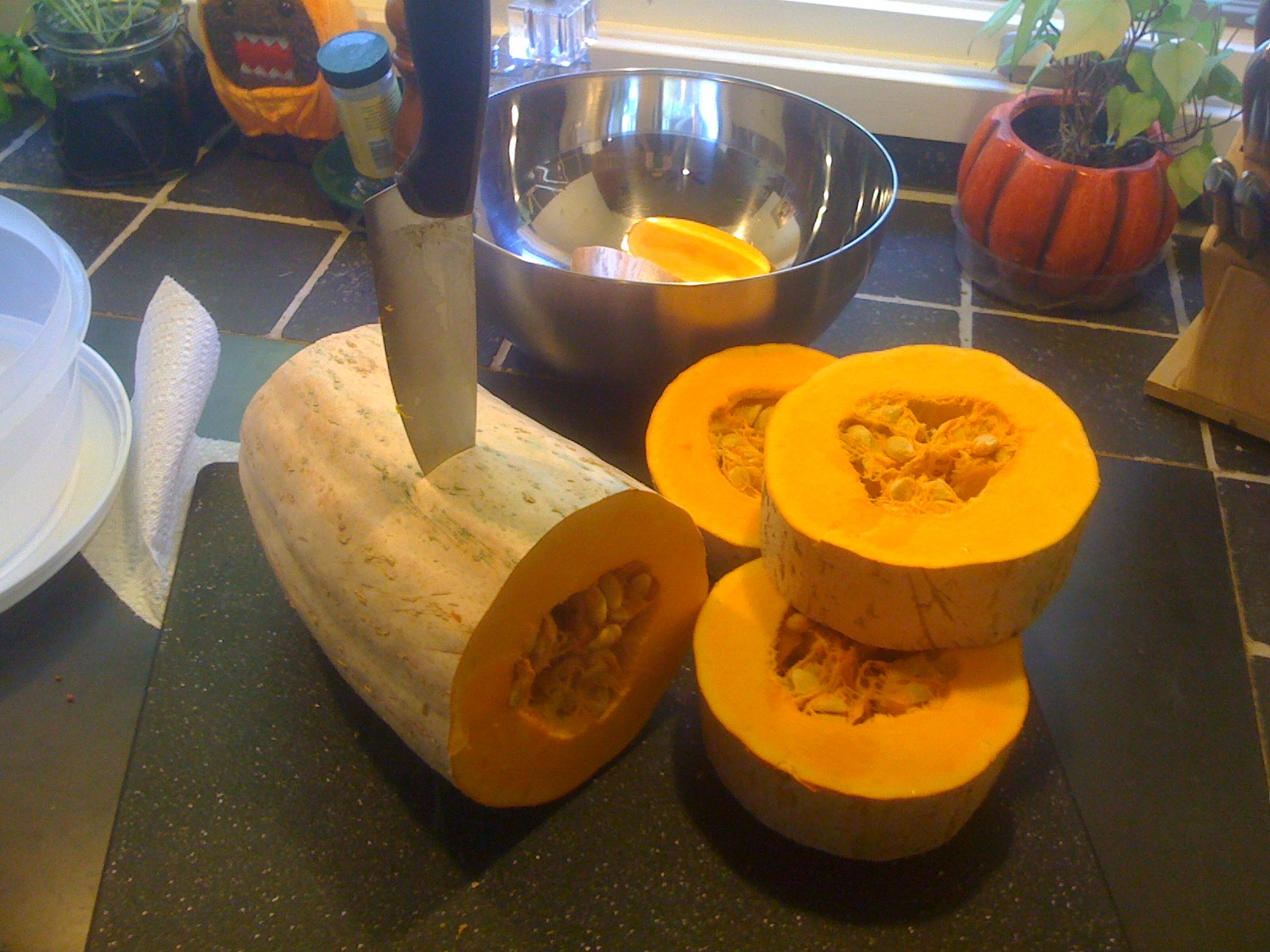
썰어놓은 바나나호박